# درە قوله (سقز)
قرية درە قوله (بالكردية: دەرەقووڵە) هي إحدى القرى التابعة لـخورخوره في ريف قسم زيويه من مقاطعة سقز، في محافظة كردستان الإيرانية.

## السكان
حسب إحصاءات سنة 2006، بلغ إجمالي السكان في درە قوله 329 نسمة وعدد المساكن 67 مسكن. لغة سكان درە قوله هي اللغة الكردية و هم من أهل السنة والجماعة والمذهب الشافعي.